# Criza refugiaților din Ucraina (2022-prezent)
O criză actuală a refugiaților a început în Europa la sfârșitul lunii februarie 2022, după invazia Rusiei în Ucraina. Aproape 6 milioane de refugiați care au fugit din Ucraina sunt înregistrați în întreaga Europă, în timp ce alte aproximativ 8 milioane de persoane au fost strămutate în interiorul țării până la sfârșitul lunii mai 2022. Aproximativ un sfert din populația totală a țării și-a părăsit locuințele din Ucraina până la 20 martie. 90% dintre refugiații ucraineni sunt femei și copii, în timp ce majoritatea bărbaților ucraineni cu vârste cuprinse între 18 și 60 de ani au interdicție de a părăsi țara. Până la 24 martie, mai mult de jumătate din totalul copiilor din Ucraina își părăsiseră casele, dintre care un sfert părăsiseră țara. Invazia a provocat cea mai mare criză de refugiați din Europa de la cel de-al Doilea Război Mondial și de după acesta,, este prima de acest fel din Europa de la războaiele iugoslave din anii 1990, precum și a patra cea mai mare criză de refugiați din istorie și este cea mai mare criză de refugiați din secolul XXI, cu cea mai mare rată de fugă a refugiaților la nivel mondial.
Marea majoritate a refugiaților au intrat inițial în țările vecine din vestul Ucrainei (Polonia, Slovacia, Ungaria, România și Moldova). Aproximativ 3 milioane de persoane s-au deplasat apoi mai la vest, către alte țări europene. La 18 iulie 2023, conform datelor UNHCR, țările în care cel mai mare număr de ucraineni au solicitat azil, sau altă formă de protecție temporară, au fost Polonia (1,6 milioane), Germania (1 milion) și Republica Cehă (0,54 milioane. Începând cu septembrie 2022, Human Rights Watch a documentat faptul că civilii ucraineni au fost transferați cu forța în Rusia. Biroul ONU pentru Drepturile Omului a declarat: "Au existat acuzații credibile de transferuri forțate de copii neînsoțiți către teritoriile ocupate de Rusia sau către Federația Rusă însăși". Departamentul de Stat al Statelor Unite a estimat că cel puțin 900.000 de cetățeni ucraineni au fost mutați cu forța în Rusia. Peste 4,5 milioane de ucraineni s-au întors în Ucraina de la începutul invaziei.
Țările Uniunii Europene (UE) care se învecinează cu Ucraina au permis intrarea tuturor refugiaților ucraineni, iar UE a invocat Directiva privind protecția temporară, care le acordă ucrainenilor dreptul de a rămâne, de a lucra și de a studia în orice stat membru al Uniunii Europene pentru o perioadă inițială de un an. Unele persoane non-europene și romi au raportat discriminare etnică la frontieră.

## Refugiații înainte de invazia din 2022
Înainte de invazie, anexarea Crimeei de către Federația Rusă și războiul din Donbas, ambele fiind aspecte ale războiului ruso-ucrainean, au dus deja la cel puțin două milioane de refugiați și persoane strămutate intern din 2014. Ei au fost denumiți de unele mass-media refugiații uitați ai Europei, datorită primirii lor reci în Uniunea Europeană, ratei de succes relativ scăzute a cererilor de azil și a neglijării mass-media.
Peste un milion dintre refugiații de dinainte de 2022, în principal din Donbas, au plecat în Rusia între 2014 și 2016,, în timp ce numărul persoanelor strămutate în Ucraina a crescut la 1,6 milioane de persoane până la începutul lunii martie 2016.

## Găzduire și asistență
Cofondatorul Airbnb și alți doi oficiali au trimis scrisori liderilor europeni ai țărilor care împart granița cu Ucraina, oferind companiilor sprijin temporar în locuințe pentru refugiați. Schema va fi finanțată din donații făcute prin site-urile Refugee Fund și susținute de gazdele de pe platformă.  Organizații precum UNICEF, Înaltul Comisariat al Națiunilor Unite pentru Refugiați, Comitetul internațional de salvare, Comitetul mixt ucrainean-american de ajutor și altele au început să accepte donații bănești pentru a ajuta refugiații și victimele crizei. Alții, cum ar fi Kyiv Independent, au lansat campanii GoFundMe pentru a strânge bani în scopuri specifice sau pentru a încuraja persoanele să doneze articole fizice. 

## Număr
| Numărul de refugiați ucraineni în fiecare țară (numai țările cu mai mult de 10.000 de refugiați) * * * ** | Numărul de refugiați ucraineni în fiecare țară (numai țările cu mai mult de 10.000 de refugiați) * * * ** | Numărul de refugiați ucraineni în fiecare țară (numai țările cu mai mult de 10.000 de refugiați) * * * ** | Numărul de refugiați ucraineni în fiecare țară (numai țările cu mai mult de 10.000 de refugiați) * * * ** | Numărul de refugiați ucraineni în fiecare țară (numai țările cu mai mult de 10.000 de refugiați) * * * ** |
| --- | --- | --- | --- | --- |
| Țară | | | Număr | |
| Polonia                                                                                                   | Polonia                                                                                                   | | 1,639,725                                                                                                 | 1,639,725                                                                                                 |
| Rusia* | Rusia* | | 1,275,315                                                                                                 | 1,275,315                                                                                                 |
| Germania                                                                                                  | Germania                                                                                                  | | 1,086,355                                                                                                 | 1,086,355                                                                                                 |
| Cehia | Cehia | | 547,670                                                                                                   | 547,670                                                                                                   |
| Regatul Unit                                                                                              | Regatul Unit                                                                                              | | 210,800                                                                                                   | 210,800                                                                                                   |
| Spania | Spania | | 186,045                                                                                                   | 186,045                                                                                                   |
| Bulgaria                                                                                                  | Bulgaria                                                                                                  | | 168,570                                                                                                   | 168,570                                                                                                   |
| Italia | Italia | | 163,570                                                                                                   | 163,570                                                                                                   |
| Moldova                                                                                                   | Moldova                                                                                                   | | 116,615                                                                                                   | 116,615                                                                                                   |
| Romania                                                                                                   | Romania                                                                                                   | | 106,786                                                                                                   | 106,786                                                                                                   |
| Slovacia                                                                                                  | Slovacia                                                                                                  | | 107,415                                                                                                   | 107,415                                                                                                   |
| Olanda | Olanda | | 94,415 | 94,415 |
| Irlanda                                                                                                   | Irlanda                                                                                                   | | 91,330 | 91,330 |
| Franta | Franta | | 70,570 | 70,570 |
| Belgia | Belgia | | 70,435 | 70,435 |
| Austria                                                                                                   | Austria                                                                                                   | | 68,700 | 68,700 |
| Elvetia                                                                                                   | Elvetia                                                                                                   | | 65,555 | 65,555 |
| Estonia                                                                                                   | Estonia                                                                                                   | | 63,850 | 63,850 |
| Finlanda                                                                                                  | Finlanda                                                                                                  | | 61,060 | 61,060 |
| Portugalia                                                                                                | Portugalia                                                                                                | | 56,995 | 56,995 |
| Lituania                                                                                                  | Lituania                                                                                                  | | 48,425 | 48,425 |
| Suedia | Suedia | | 56,165 | 56,165 |
| Norvegia                                                                                                  | Norvegia                                                                                                  | | 56,970 | 56,970 |
| Turcia | Turcia | | 43,605 | 43,605 |
| Letonia                                                                                                   | Letonia                                                                                                   | | 43,592 | 43,592 |
| Danemarca                                                                                                 | Danemarca                                                                                                 | | 41,155 | 41,155 |
| Muntenegru                                                                                                | Muntenegru                                                                                                | | 37,050 | 37,050 |
| Ungaria                                                                                                   | Ungaria                                                                                                   | | 33,316 | 33,316 |
| Belarus                                                                                                   | Belarus                                                                                                   | | 27,675 | 27,675 |
| Georgia                                                                                                   | Georgia                                                                                                   | | 27,000 | 27,000 |
| Grecia | Grecia | | 25,050 | 25,050 |
| Croatia                                                                                                   | Croatia                                                                                                   | | 23,035 | 23,035 |
| Cipru | Cipru | | 18,225 | 18,225 |
| Macedonia de Nord                                                                                         | Macedonia de Nord                                                                                         | | 17,315 | 17,315 |
| Slovenia                                                                                                  | Slovenia                                                                                                  | | 10,140 | 10,140 |
| Luxemburg                                                                                                 | Luxemburg                                                                                                 | | 6,065 | 6,065 |
| * Cifre raportate de guvern. ** Scara este 1/2 din tabel din stânga.                                      | | | | |

Numărul de refugiați se poate schimba rapid și sunt adesea doar estimări. Mișcările dintr-o țară în alta nu sunt neapărat înregistrate oficial. Ucraineniilor li se permite să călătorească în unele țări din Europa fără viză și li se poate permite să rămână în țară pentru o perioadă mai lungă, fără o permisiune specială. În altă parte, ei trebuie să să solicite azil. Datorită Spațiului Schengen, după ce au intrat în orice țară Schengen, refugiații pot călători în alte țări Schengen fără vize sau controale la frontieră.
Oficiul Națiunilor Unite pentru Coordonarea Afacerilor Umanitare a estimat pe 27 februarie că în două luni vor fi 7,5 milioane de persoane strămutate intern în Ucraina, 12 milioane de persoane vor avea nevoie de asistență medicală și numărul de oamenii care fug de război ar putea ajunge la 4 milioane.
Înaltul Comisar al Națiunilor Unite pentru Refugiați (UNHCR) a declarat că situația este criza de refugiați cu cea mai rapidă creștere din Europa de la cel de-al Doilea Război Mondial. Până la 29 aprilie, potrivit UNHCR, numărul refugiaților ucraineni care părăsiseră țara era de aproape 5,5 milioane.
Șeful de comunicații al Înaltul Comisariat al ONU pentru Drepturile Omului a numit „fenomenală” viteza exodului refugiaților din Ucraina.
Un studiu al agenției ONU Organizația Internațională pentru Migrație publicat pe 21 martie a constatat că 13,5% dintre persoanele strămutate au fost, de asemenea, strămutate în 2014–2015. Studiul a constatat că 60% dintre familiile de refugiați călătoreau cu copii, iar din cele aproape 10 milioane de persoane strămutate în interiorul și în afara Ucrainei la acea dată, 186.000 erau cetățeni ai unei țări din lumea a treia.